# لويغي أمبروسيو
لويغي أمبروسيو (بالإيطالية: Luigi Ambrosio)‏ هو رياضياتي إيطالي، ولد في 27 يناير 1963 في ألبا في إيطاليا.